# Пивной живот

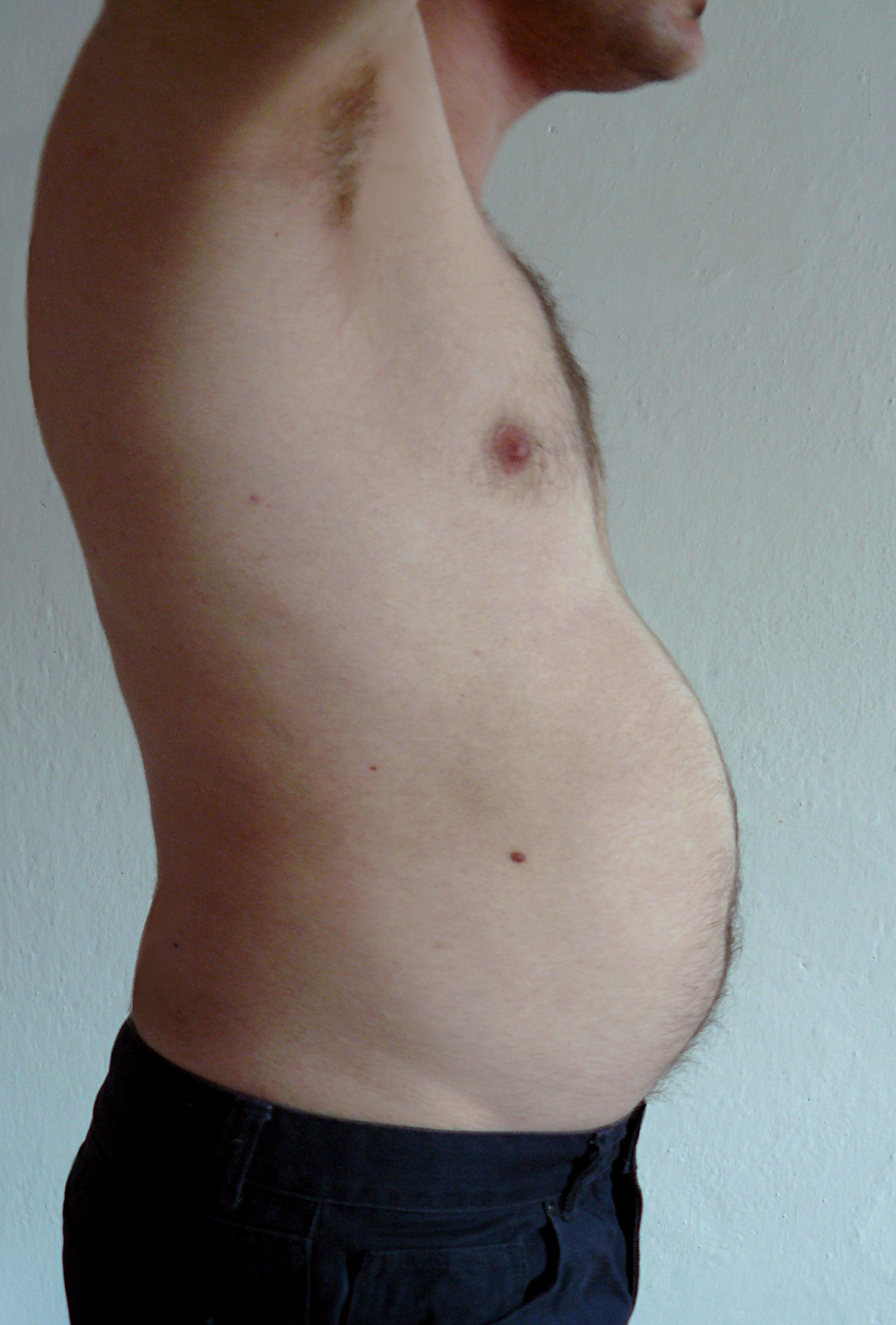
Пивной живот

Пивно́й живо́т — обиходное название мужского абдоминального ожирения, ассоциирующегося с неумеренным потреблением пива.

## Популяризация термина
Некоторые неакадемические исследователи, в частности В. Жданов, и популяризаторы трезвого образа жизни настаивают на опасности потребления пива. В частности, в качестве рисков указывается высокая калорийность продукта и предполагаемый гормональный эффект эстрогеноподобных веществ, содержащихся в хмеле. По мнению сторонников гипотезы, именно эти факторы приводят к специфической форме ожирения. Термин «пивной живот» и прочие указания на способность пива приводить к специфическому мужскому ожирению активно используется в антипивной пропаганде, являясь одним из основных «пивных мифов».
Суть мифа следующая: Для мужчины последствия потребления пива являются негативными, так как при частом распитии данного хмельного напитка в мужском организме увеличивается содержание эстрогена (женского гормона), что способствует выделению лишнего подкожного жира, в результате чего образуется, так называемый «пивной живот».

## Научные исследования
В целом пиво обладает низкой калорийностью (около 40 кКал/100 мл в некрепких сортах, что уступает напиткам, обычно не ассоциирующимся со специфическими формами ожирения). При умеренном потреблении специфического ожирения не происходит.
Вопрос о фитоэстрогенах неоднократно поднимался различными исследователями, однако убедительных корреляций между потреблением эстрогеноподобных растительных веществ и изменениями концентраций тестостерона и эстрадиола в сыворотке мужской крови не найдено.
Проблема «пивного живота» была изучена в рамках Европейского перспективного исследования рака и питания (EPIC). В рамках работы были обследованы 7876 мужчин и 12 749 женщин. Результаты исследований показали, что, хотя при неумеренном потреблении пива возможен набор веса и объёмов тела (такой риск выявлен у 17 % мужчин, потребляющих более литра пива в день), никакой специфической «пивной» формы ожирения не существует.
Основная причина набора веса при неумеренном потреблении пива (и алкоголя вообще) — свойство спиртных напитков усиливать аппетит; закусками же к пиву чаще всего служат высококалорийные блюда. Ожирение в данном случае происходит во всем объеме тела, а не только в области живота.